# Pandaceae
Pandaceae nom. cons., biljna porodica u redu malpigijolike. Ime je dobila po monotipskom rodu Panda iz tropske Afrike. Ukupno 17 priznatih vrsta. Sadrži 3 roda i 15 vrsta drveća do grmlja, raste od Afrike do Nove Gvineje. Microdesmis (10 vrsta) raste gotovo u cijelom rasponu porodice. Grane često izgledaju kao složeni listovi, a muški i ženski cvjetovi su mali i nose se na odvojenim biljkama. Plod je koštunica.

## Rodovi
1. Galearia Zoll. & Moritzi
2. Microdesmis Hook. f.
3. Panda Pierre